# 北京市门头沟区清水林场
北京市门头沟区清水林场，通称清水林场，北京百花山国家级自然保护区管理处下辖的一个区属国有林场，位于北京市门头沟区清水镇上清水村，始建于1979年。

## 历史
1958年春，中国共产党中央委员会、中华人民共和国国务院颁布《关于在全国大规模造林的指示》，要求各地发展国有造林，有计划地新增林场。北京市农林局组织各单位进行绿化造林，其中清水一带的绿化造林点由北京市工业系统负责。1959年，北京市轻工业局、北京市第二轻工业局、北京市化学工业局、北京市建筑材料工业局、北京市冶金工业局、北京市纺织工业局和北京市电子仪表工业局等7个工业局设立绿化造林队和绿化造林指挥部，至1977年造林373.3公顷:209。
1979年10月，经北京市人民政府批准，各局造林绿化队撤销，由门头沟区成立清水林场，隶属于北京市门头沟区林业局。位于门头沟区清水河两岸的田寺、道沟、双林寺、南庵、达摩庄和上达摩一带，场部设在南庵。林场海拔在500米至1300米之间。1993年，门头沟区林业局决定将清水林场、马栏林场和百花山林场联合经营。根据2003年《北京志·林业志》，该林场的经营总面积736.5公顷，有林地面积364.3公顷，林木蓄积9329立方米:209。
2017年12月7日，清水林场和小龙门林场、马栏林场被统一由北京市门头沟区园林绿化局划归百花山国家级自然保护区管理处管理，四个林场分别设管理站管理，百花山林场由北京百花山国家级自然保护区清水管理站负责。截至2018年，清水林场经营总面积为973.3公顷（1.44亩），有林地面积757.5公顷，属小型林场。

## 备注
1. ↑  百花山自然保护区于1985年4月14日以百花山林场为基础成立，2008年1月14日升格为国家级自然保护区[2]